# Isòtops del criptó
El criptó (Kr) natural presenta 31 isòtops, dels quals, cinc són estables i un isòtop escassament radioactiu. La seva signatura espectral es pot produir amb algunes línies molt marcades. El 81Kr, és radioactiu amb un període de semidesintegració de 250.000 anys, es produeix, igual que d'altres isòtops naturals, en reaccions atmosfèriques. El criptó és altament volàtil quan es troba prop de la superfície de l'aigua, per això s'usa per a la datació d'aigües freàtiques antigues (50.000-800.000 anys).
El 85Kr és un gas noble radioactiu inert amb un període de semidesintegració de 10,76 anys. Es produeix per fissió nuclear de l'urani i plutoni. Es produeix en els assajos de bombes nuclears i a reactors nuclears durant el reprocessament del combustible nuclear. Les concentracions al pol Nord són un 30% més altes que al pol Sud, ja que la majoria dels reactors nuclears es troben a l'hemisferi nord. Massa atòmica estàndard: 83.798(2) uma.

## Taula
| Símbol del núclid | Z(p)                | N(n)                | massa isotòpica(u)  | període de semidesintegració | Espín nuclear | composició isotòpics representativa (fracció molar) | rang de variació natural (fracció molar) |
| Símbol del núclid | energia d'excitació | energia d'excitació | energia d'excitació | període de semidesintegració | Espín nuclear | composició isotòpics representativa (fracció molar) | rang de variació natural (fracció molar) |
| ----------------- | ------------------- | ------------------- | ------------------- | ---------------------------- | ------------- | --------------------------------------------------- | ---------------------------------------- |
| 69Kr              | 36                  | 33                  | 68.96518(43)#       | 32(10) ms                    | 5/2-#         |                                                     |                                          |
| 70Kr              | 36                  | 34                  | 69.95526(41)#       | 52(17) ms                    | 0+            |                                                     |                                          |
| 71Kr              | 36                  | 35                  | 70.94963(70)        | 100(3) ms                    | (5/2)-        |                                                     |                                          |
| 72Kr              | 36                  | 36                  | 71.942092(9)        | 17.16(18) s                  | 0+            |                                                     |                                          |
| 73Kr              | 36                  | 37                  | 72.939289(7)        | 28.6(6) s                    | 3/2-          |                                                     |                                          |
| 73mKr             | 433.66(12) keV      | 433.66(12) keV      | 433.66(12) keV      | 107(10) ns                   | (9/2+)        |                                                     |                                          |
| 74Kr              | 36                  | 38                  | 73.9330844(22)      | 11.50(11) min                | 0+            |                                                     |                                          |
| 75Kr              | 36                  | 39                  | 74.930946(9)        | 4.29(17) min                 | 5/2+          |                                                     |                                          |
| 76Kr              | 36                  | 40                  | 75.925910(4)        | 14.8(1) h                    | 0+            |                                                     |                                          |
| 77Kr              | 36                  | 41                  | 76.9246700(21)      | 74.4(6) min                  | 5/2+          |                                                     |                                          |
| 78Kr              | 36                  | 42                  | 77.9203648(12)      | STABLE [>1.1E+20 a]          | 0+            | 0.00355(3)                                          |                                          |
| 79Kr              | 36                  | 43                  | 78.920082(4)        | 35.04(10) h                  | 1/2-          |                                                     |                                          |
| 79mKr             | 129.77(5) keV       | 129.77(5) keV       | 129.77(5) keV       | 50(3) s                      | 7/2+          |                                                     |                                          |
| 80Kr              | 36                  | 44                  | 79.9163790(16)      | STABLE                       | 0+            | 0.02286(10)                                         |                                          |
| 81Kr              | 36                  | 45                  | 80.9165920(21)      | 2.29(11)E+5 a                | 7/2+          |                                                     |                                          |
| 81mKr             | 190.62(4) keV       | 190.62(4) keV       | 190.62(4) keV       | 13.10(3) s                   | 1/2-          |                                                     |                                          |
| 82Kr              | 36                  | 46                  | 81.9134836(19)      | STABLE                       | 0+            | 0.11593(31)                                         |                                          |
| 83Kr              | 36                  | 47                  | 82.914136(3)        | STABLE                       | 9/2+          | 0.11500(19)                                         |                                          |
| 83m1Kr            | 9.4053(8) keV       | 9.4053(8) keV       | 9.4053(8) keV       | 154.4(11) ns                 | 7/2+          |                                                     |                                          |
| 83m2Kr            | 41.5569(10) keV     | 41.5569(10) keV     | 41.5569(10) keV     | 1.83(2) h                    | 1/2-          |                                                     |                                          |
| 84Kr              | 36                  | 48                  | 83.911507(3)        | STABLE                       | 0+            | 0.56987(15)                                         |                                          |
| 84mKr             | 3236.02(18) keV     | 3236.02(18) keV     | 3236.02(18) keV     | 1.89(4) µs                   | 8+            |                                                     |                                          |
| 85Kr              | 36                  | 49                  | 84.9125273(21)      | 10.776(3) a                  | 9/2+          |                                                     |                                          |
| 85m1Kr            | 304.871(20) keV     | 304.871(20) keV     | 304.871(20) keV     | 4.480(8) h                   | 1/2-          |                                                     |                                          |
| 85m2Kr            | 1991.8(13) keV      | 1991.8(13) keV      | 1991.8(13) keV      | 1.6(7) µs [1.2(+10-4) µs]    | (17/2+)       |                                                     |                                          |
| 86Kr              | 36                  | 50                  | 85.91061073(11)     | STABLE (TDB)                 | 0+            | 0.17279(41)                                         |                                          |
| 87Kr              | 36                  | 51                  | 86.91335486(29)     | 76.3(5) min                  | 5/2+          |                                                     |                                          |
| 88Kr              | 36                  | 52                  | 87.914447(14)       | 2.84(3) h                    | 0+            |                                                     |                                          |
| 89Kr              | 36                  | 53                  | 88.91763(6)         | 3.15(4) min                  | 3/2(+#)       |                                                     |                                          |
| 90Kr              | 36                  | 54                  | 89.919517(20)       | 32.32(9) s                   | 0+            |                                                     |                                          |
| 91Kr              | 36                  | 55                  | 90.92345(6)         | 8.57(4) s                    | 5/2(+)        |                                                     |                                          |
| 92Kr              | 36                  | 56                  | 91.926156(13)       | 1.840(8) s                   | 0+            |                                                     |                                          |
| 93Kr              | 36                  | 57                  | 92.93127(11)        | 1.286(10) s                  | 1/2+          |                                                     |                                          |
| 94Kr              | 36                  | 58                  | 93.93436(32)#       | 210(4) ms                    | 0+            |                                                     |                                          |
| 95Kr              | 36                  | 59                  | 94.93984(43)#       | 114(3) ms                    | 1/2(+)        |                                                     |                                          |
| 96Kr              | 36                  | 60                  | 95.94307(54)#       | 80(7) ms                     | 0+            |                                                     |                                          |
| 97Kr              | 36                  | 61                  | 96.94856(54)#       | 63(4) ms                     | 3/2+#         |                                                     |                                          |
| 98Kr              | 36                  | 62                  | 97.95191(64)#       | 46(8) ms                     | 0+            |                                                     |                                          |
| 99Kr              | 36                  | 63                  | 98.95760(64)#       | 40(11) ms                    | (3/2+)#       |                                                     |                                          |
| 100Kr             | 36                  | 64                  | 99.96114(54)#       | 10# ms [>300 ns]             | 0+            |                                                     |                                          |